# Asian Club Championship 1970
Asian Club Championship 1970 là phiên bản thứ ba của giải bóng đá câu lạc bộ thường niên châu Á tổ chức bởi Liên đoàn bóng đá châu Á. Bảy câu lạc bộ đến từ bảy quốc gia tham dự giải đấu. Giải đấu diễn ra tại Tehran, Iran vào tháng 4. Các đội được chia làm hai bảng, đội nhất và nhì mỗi bảng lọt vào vòng bán kết.
Đội chủ nhà Taj Tehran trở thành câu lạc bộ Iran đầu tiên vô địch giải đấu.

## Địa điểm
Các trận đấu diễn ra tại Sân vận động Amjadieh, Tehran.
| Tehran                |
| --------------------- |
| Sân vận động Amjadieh |
|                       |
| Sức chứa: 30,000      |

## Vòng bảng

### Bảng A
| VT | Đội         | ST | T | H | B | BT | BB | HS | Đ | Giành quyền tham dự |
| -- | ----------- | -- | - | - | - | -- | -- | -- | - | ------------------- |
| 1  | Taj Tehran  | 2  | 2 | 0 | 0 | 6  | 0  | +6 | 4 | Vòng loại trực tiếp |
| 2  | Homenetmen  | 2  | 1 | 0 | 1 | 4  | 5  | −1 | 2 | Vòng loại trực tiếp |
| 3  | Selangor FA | 2  | 0 | 0 | 2 | 2  | 7  | −5 | 0 |                     |
| 4  | Saunders SC | 0  | 0 | 0 | 0 | 0  | 0  | 0  | 0 | Bỏ cuộc             |

| Trận 1 | Taj Tehran | 3–0 | Homenetmen |
| Trận 2 | Taj Tehran | 3–0 | Selangor   |
| Trận 3 | Homenetmen | 4–2 | Selangor   |

### Bảng B
| VT | Đội                  | ST | T | H | B | BT | BB | HS  | Đ | Giành quyền tham dự |
| -- | -------------------- | -- | - | - | - | -- | -- | --- | - | ------------------- |
| 1  | Hapoel Tel Aviv      | 3  | 3 | 0 | 0 | 11 | 2  | +9  | 6 | Vòng loại trực tiếp |
| 2  | PSMS Medan           | 3  | 2 | 0 | 1 | 6  | 3  | +3  | 4 | Vòng loại trực tiếp |
| 3  | West Bengal          | 3  | 1 | 0 | 2 | 3  | 5  | −2  | 2 |                     |
| 4  | Royal Thai Police FC | 3  | 0 | 0 | 3 | 1  | 11 | −10 | 0 |                     |

| Trận 1 | Hapoel Tel Aviv | 5–0 | Police FC   |
| Trận 2 | PSMS Medan      | 1–0 | West Bengal |
| Trận 3 | Hapoel Tel Aviv | 3–1 | West Bengal |
| Trận 4 | PSMS Medan      | 4–0 | Police FC   |
| Trận 5 | Hapoel Tel Aviv | 3–1 | PSMS Medan  |
| Trận 6 | West Bengal     | 2–1 | Police FC   |

## Vòng loại trực tiếp

### Bán kết
| Hapoel Tel Aviv | 3–01 | Homenetmen |
| --------------- | ---- | ---------- |
|                 |      |            |

| Taj Tehran | 2–0 | PSMS Medan |
| ---------- | --- | ---------- |
|            |     |            |

1 Trận đấu kết thúc trước khi hết giờ và Hapoel tiến đến trận chung kết sau khi Homenetmen từ chối thi đấu với Hapoel vì lý do chính trị.

### Tranh hạng ba
| Homenetmen | 1–0 | PSMS Medan |
| ---------- | --- | ---------- |
|            |     |            |

### Chung kết
| Taj Tehran                              | 2–1 | Hapoel Tel Aviv    |
| --------------------------------------- | --- | ------------------ |
| Gholam Vafakhah 83' · Masoud Moeini 92' |     | Yehezkel Hazum 69' |